# Mercury-Redstone 2
Mercury-Redstone 2 (MR-2) war die Bezeichnung für einen suborbitalen Testflug der NASA im Rahmen des US-amerikanischen Mercury-Programms. Es handelte sich dabei um die Generalprobe für den ersten bemannten Raumflug der USA. An Bord war der Schimpanse Ham.

## Situation
Zu Beginn des Jahres 1961 hatte die NASA ihr Ziel, einen Astronauten in das Weltall zu schießen, fast erreicht. Geplant war dafür ein Flug des Mercury-Raumschiffs, das von einer Redstone-Rakete auf eine suborbitale Flugbahn gebracht werden sollte.
Vor diesem ersten bemannten Raumflug war jedoch noch ein Test mit einem Schimpansen an Bord notwendig. Die Vorbereitungen und der Flugverlauf dieser Mission MR-2 waren identisch mit dem geplanten Flug MR-3, der erstmals einen Menschen an Bord haben sollte.
Die Sowjetunion arbeitete zu dieser Zeit ebenfalls daran, einen Menschen in den Weltraum zu bringen, verzichtete dabei aber auf suborbitale Flüge. Mit Prototypen des Wostok-Raumschiffs waren bereits zwei Hunde in die Erdumlaufbahn gebracht und lebend wieder geborgen worden, wobei es im Dezember 1960 allerdings auch zu zwei Fehlschlägen kam.

## Vorbereitung

### Die Rakete
Für die bemannten suborbitalen Flüge des Mercury-Projekts wurde eine Weiterentwicklung der militärischen Redstone-Rakete verwendet, die Redstone Mercury, auch Redstone MRLV genannt.
Die einstufige Rakete mit der Seriennummer 2 wurde am 20. Dezember 1960 auf dem Luftweg zum Cape Canaveral gebracht.

### Das Raumschiff
Das Mercury-Raumschiff mit der Seriennummer 5 wurde bei McDonnell in St. Louis hergestellt. Am 3. September 1960 wurde es ins Marshall Space Flight Center nach Huntsville geflogen, wo Kompatibilitätstests mit der Redstone-Rakete durchgeführt wurden. Anschließend wurde die Kapsel am 11. Oktober zum Cape Canaveral transportiert.
Gegenüber seinen Vorgängern hatte das Mercury-Raumschiff mit der Seriennummer 5 einige Neuerungen eingebaut:
- das Lebenserhaltungssystem
- die Lageregelung
- Bremsraketen
- Sprechfunk
- das Abbruch-Sicherheitssystem
- ein pneumatisches Landekissen, das den Aufprall bei der Wasserung abfedern sollte.

Zwei Telemetrie-Sender wurden in der Kapsel installiert, die acht Datenkanäle zur Verfügung stellten: drei für medizinische Werte (Puls, Atemfrequenz, Atemtiefe), fünf für technische Werte (Kapseltemperatur, Innentemperatur, Druck, Lärm, Vibration).

### Der Schimpanse
MR-2 war nicht der erste Raketenstart mit einem Affen an Bord. Schon seit 1948 wurden in den USA Testflüge mit diesen Tieren durchgeführt. Auch im Mercury-Programm fanden zuvor schon zwei suborbitale Flüge mit Rhesusaffen an Bord statt: Mercury-Little-Joe 2 im Dezember 1959 und Mercury-Little-Joe 1B im Januar 1960, beide von der Wallops Flight Facility aus.
Bei MR-2 sollte jedoch erstmals das komplette Programm eines ballistischen Raumflugs mit einem Tier an Bord durchgeführt werden. Die Wahl fiel auf einen Schimpansen, weil diese Tiere in Körperbau und Reaktion dem Menschen am ähnlichsten sind.
Auf der Holloman Air Force Base in New Mexico hielt die US Air Force schon seit längerem Schimpansen für Versuche. Davon wurden am 2. Januar 1961 sechs Tiere (vier Weibchen und zwei Männchen) zusammen mit ihren Betreuern zum Cape Canaveral gebracht. Dort wurden sie in zwei getrennten Gruppen gehalten, um zu vermeiden, dass ansteckende Krankheiten die ganze Gruppe befallen.
Die Schimpansen wurden mehrere Wochen lang darauf trainiert, in Raumschiff-Attrappen bestimmte Hebel zu drücken. Reagierten sie richtig, wurden sie mit Bananen belohnt. Kam ihre Reaktion nicht rechtzeitig, erhielten sie leichte Elektroschocks.
Erst am Tag vor dem Flug wurden von den sechs Tieren zwei ausgewählt: das Männchen Ham als erste Wahl und das Weibchen Minnie als Reserve. Die Entscheidung wurde aufgrund medizinischer Untersuchungen und den Reaktionstest gefällt. Vier Stunden vor dem geplanten Start wurde Ham mit einem Raumanzug ausgestattet und 90 Minuten vor dem Start an Bord des Raumschiffs gebracht.
Der Name „Ham“ war einerseits die Abkürzung des Holloman Aerospace Medical Center, in dem die Schimpansen gehalten und trainiert worden waren, andererseits auch eine Anspielung auf den dortigen Laborleiter Hamilton Blackshear.

### Flugbahn
Die vorangegangene Mission Mercury-Redstone 1A hatte im Dezember 1960 eine steile Flugbahn und war durch Höhenwinde stark vom geplanten Kurs abgebracht worden. Für MR-2 war deswegen eine flachere Flugbahn mit etwa fünf Minuten Schwerelosigkeit geplant. Eine Erdumkreisung war nicht vorgesehen.
Der Wiedereintritt war so geplant, dass Verzögerungen von etwa 12 g auftreten sollten. Dies hatte zweierlei Gründe: erstens sollten bei späteren suborbitalen Flügen der Mercury-Redstone ebenfalls Verzögerungen von 11 bis 12 g auftreten, zweitens war dieser Wert ein gutes Mittel zweier Szenarien für bemannte Erdumkreisungen mit Mercury-Atlas: ein normaler Wiedereintritt würde etwa 8 g mit sich bringen, im schlimmsten Fall dagegen 16 g.

### Bergung
MR-2 war der erste Flug mit einem Lebewesen, der von Cape Canaveral aus startete. Frühere Flüge mit Affen an Bord waren von der Wallops Flight Facility aus durchgeführt worden. Somit mussten besondere Vorkehrungen getroffen werden, um das Raumschiff schnell und sicher zu bergen.
Im Falle eines Fehlstarts standen Amphibienfahrzeuge und Hubschrauber in der Nähe des Strandes bereit. In Küstennähe war das Hilfsschiff USS Opportune in Position. In der Gegend des geplanten Zielpunkts kreuzten sechs Zerstörer und ein Docklandungsschiff mit drei Hubschraubern an Bord. Falls die Kapsel weitab vom Ziel niedergehen sollte, konnten vier Aufklärungsflugzeuge vom Typ P2V aktiviert werden.

## Flugverlauf

### Countdown
Beim Countdown wurde ein Split-Count eingeführt. Dabei besteht der Countdown aus zwei Hälften, die durch eine Pause getrennt sind. Am Tag vor dem Start begann der Countdown bei T-640 Minuten. Bei T-390 Minuten wurde die Uhr angehalten und alle Systeme in einen Ruhezustand gebracht. Am nächsten Tag wurde der Countdown mit T-390 Minuten fortgesetzt. Dieses Herunterzählen mit festgelegten Pausen wird noch heute in der amerikanischen Raumfahrt verwendet.
Im Laufe des Vormittags des 31. Januar 1961 sorgte ein überhitzter Umsetzer für mehrere Unterbrechungen des Countdowns. Die Verzögerungen summierten sich auf mehrere Stunden. Um eine Bergung bei Tageslicht zu garantieren, musste die Rakete etwa bis Mittag gestartet sein, andernfalls müsste der Flug auf den Folgetag verschoben werden.

### Flug

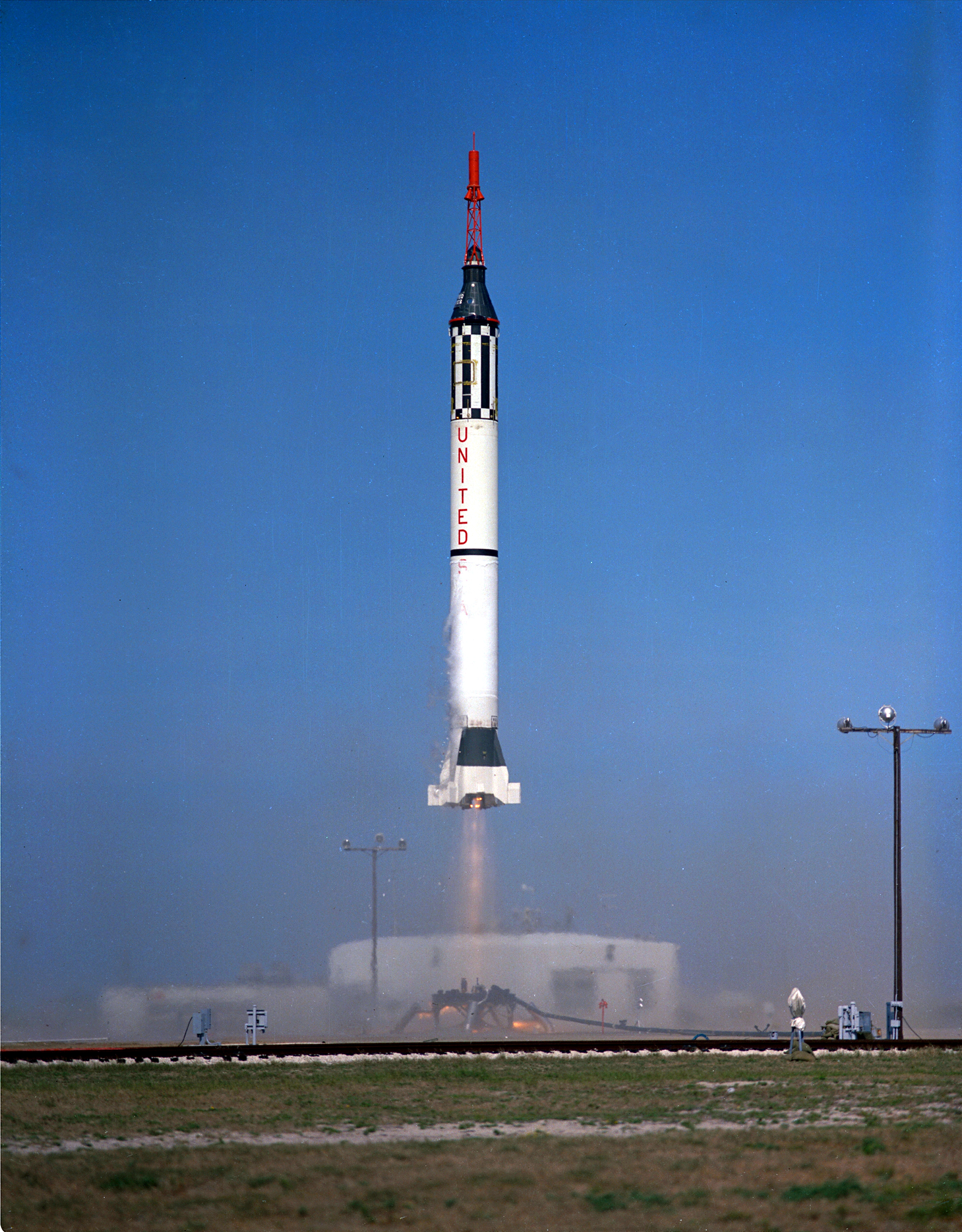
Start von Mercury-Redstone 2

Fünf Minuten vor Mittag hob die Redstone-Rakete ab. Schon nach einer Minute wurde eine leichte Kursabweichung registriert: die Rakete stieg um 1° zu steil, und die Differenz vergrößerte sich. Die Beschleunigung betrug 17 g.
2 Minuten und 17 Sekunden nach dem Start, drei Sekunden früher als geplant, war der flüssige Sauerstoff aufgebraucht und das Triebwerk schaltete ab. Für Ham begannen sechs Minuten Schwerelosigkeit. Das Mercury-Raumschiff trennte sich von der Rakete. Dabei öffnete sich ein Druckausgleichsventil vorzeitig, und die Luft aus der Landekapsel entwich. Innerhalb kurzer Zeit sank der Druck auf ein Fünftel. Ham schwebte jedoch nicht in Gefahr, weil er sich in einer separaten Druckkapsel mit eigenem Versorgungssystem befand.
Als die Rettungsrakete abgesprengt wurde, lösten sich auch die Bremsraketen vorzeitig ab, was sich später beim Wiedereintritt mit einem geringeren Luftwiderstand bemerkbar machen sollte. Zu den automatischen Maßnahmen in dieser Flugphase gehörte auch eine Funkmeldung an die Bergungsflotte. Außerdem drehte sich das Raumschiff in die korrekte Lage.
Während der ganzen Flugdauer musste Ham auf Leuchtzeichen mit der linken oder rechten Hand Hebel betätigen. Bei etwa 60 Versuchen verpasste er nur zwei Mal, rechtzeitig den Hebel zu drücken. Seine Reaktionszeit war dabei nur unwesentlich länger als bei Tests am Boden.
Fünf Minuten nach dem Start erreichte die Flugbahn mit 252 km ihren höchsten Punkt. Filmkameras zeigten dabei eine unerwartet große Menge von Staub und Fremdkörpern, die in der Kapsel schwebten. Offenbar war nicht genug auf Reinlichkeit geachtet worden. Kurz nach dem Scheitelpunkt der Bahn wurde das Periskop, das an Bord war aber nicht benutzt wurde, automatisch eingefahren.

### Wasserung und Bergung
In 6700 Metern Höhe öffnete sich der Hilfsfallschirm, der die Landekapsel auf eine Geschwindigkeit von 111 m/s abbremste. Auf 3000 Meter entfaltete sich dann der Hauptfallschirm, der die Sinkgeschwindigkeit auf 9 m/s verringerte.
Die Mercury-Kapsel wasserte 679 km von Cape Canaveral entfernt. Ein Funksender setzte sich automatisch in Betrieb, außerdem markierte grüner Farbstoff die Landestelle.
Die erste Sichtung der Kapsel erfolgte etwa 27 Minuten nach der Wasserung von Bord eines Suchflugzeuges aus. MR-2 schwamm aufrecht im Ozean. Durch die Kursabweichungen während des Fluges betrug die Entfernung zum nächsten Bergungsschiff USS Ellison jedoch etwa 100 km, was eine Verzögerung von etwa zwei Stunden bedeutete. Deshalb wurden Hubschrauber von der Donner angefordert.
Als die Hubschrauber an der Landestelle ankamen, lag die Landekapsel auf der Seite und nahm Wasser auf. Beim Aufprall hatte der Hitzeschild den Kapselboden beschädigt und zwei Löcher in den Rumpf gerissen. Außerdem ließ das Druckausgleichsventil, das sich bereits vor der Wasserung geöffnet hatte, weiteres Wasser eindringen. Es bestand die Gefahr, dass die Kapsel versank und Ham ertrank.
Der Hubschrauberbesatzung gelang es, die Mercury-Kapsel zur USS Donner zu transportieren und an Deck abzusetzen. Ham war noch am Leben und in guter Verfassung.

### Flugdaten
Die Flugbahn wich erheblich von den vorab berechneten Daten ab. Das hatte folgende Gründe:
- Beim Übergang vom Senkrechtflug in den Schrägflug nahm die Redstone-Rakete eine steilere Bahn als geplant ein,
- das Triebwerk entwickelte mehr Schub, weshalb der Treibstoff auch früher als geplant verbraucht war,
- der Luftwiderstand war geringer, weil die Bremsraketen vorzeitig abgeworfen wurden.

Dies führte zu größeren Abweichungen der Flugbahn und zu einer Wasserung weitab von der geplanten Zone.
|                                     | Erreichter Wert      | Geplanter Wert       |
| ----------------------------------- | -------------------- | -------------------- |
| Gipfelhöhe                          | 253 km               | 185 km               |
| Reichweite                          | 679 km               | 466 km               |
| Flugdauer                           | 16,5 min             | 14,25 min            |
| Maximale Geschwindigkeit            | 2618 m/s = 9426 km/h | 1967 m/s = 7081 km/h |
| Dauer der Schwerelosigkeit          | 6 min 36s            | 4 min 54s            |
| Schwerebelastung bei Wiedereintritt | 14,7 g               | 12 g                 |

## Bedeutung für das Mercury-Programm
Die Meinungen über den Flug Mercury-Redstone 2 waren geteilt. Einerseits war der Flug ein Erfolg, weil Ham trotz einiger Probleme in den Weltraum geschossen und lebend geborgen werden konnte. Damit war die prinzipielle Durchführbarkeit eines suborbitalen Flugs mit einem Menschen an Bord bewiesen. Andererseits mussten die aufgetretenen Probleme genau untersucht werden, bevor beim nächsten Flug ein Mensch im Mercury-Raumschiff Platz nehmen sollte.
Beim Raumschiff betraf das vor allem den Aufprallschutz, der eine Beschädigung der Kapsel bei der Wasserung verhindern musste. Zu diesem Zweck wurden zusätzliche Fallversuche durchgeführt, auch mit Testpersonen an Bord.
Gravierender waren die Mängel an der Redstone-Rakete, die bei beiden bisherigen Flügen vom geplanten Kurs abgewichen war. Es musste ein weiterer unbemannter Testflug Mercury-Redstone BD am 24. März 1961 eingeschoben werden.
Der erste Amerikaner im All war dann am 5. Mai 1961 Alan Shepard an Bord von Mercury-Redstone 3. Inzwischen hatten die Sowjets aber bereits am 12. April Juri Gagarin in eine Erdumlaufbahn gebracht.
Die Mercurykapsel von Mercury-Redstone 2 ist derzeit im California Science Center in Los Angeles ausgestellt.
Der Spielfilm Race to Space – Mission ins Unbekannte aus dem Jahr 2001 legt seine fiktive Handlung in das Umfeld dieses Raumflugs.